# St. Nikolaus (Grainet)

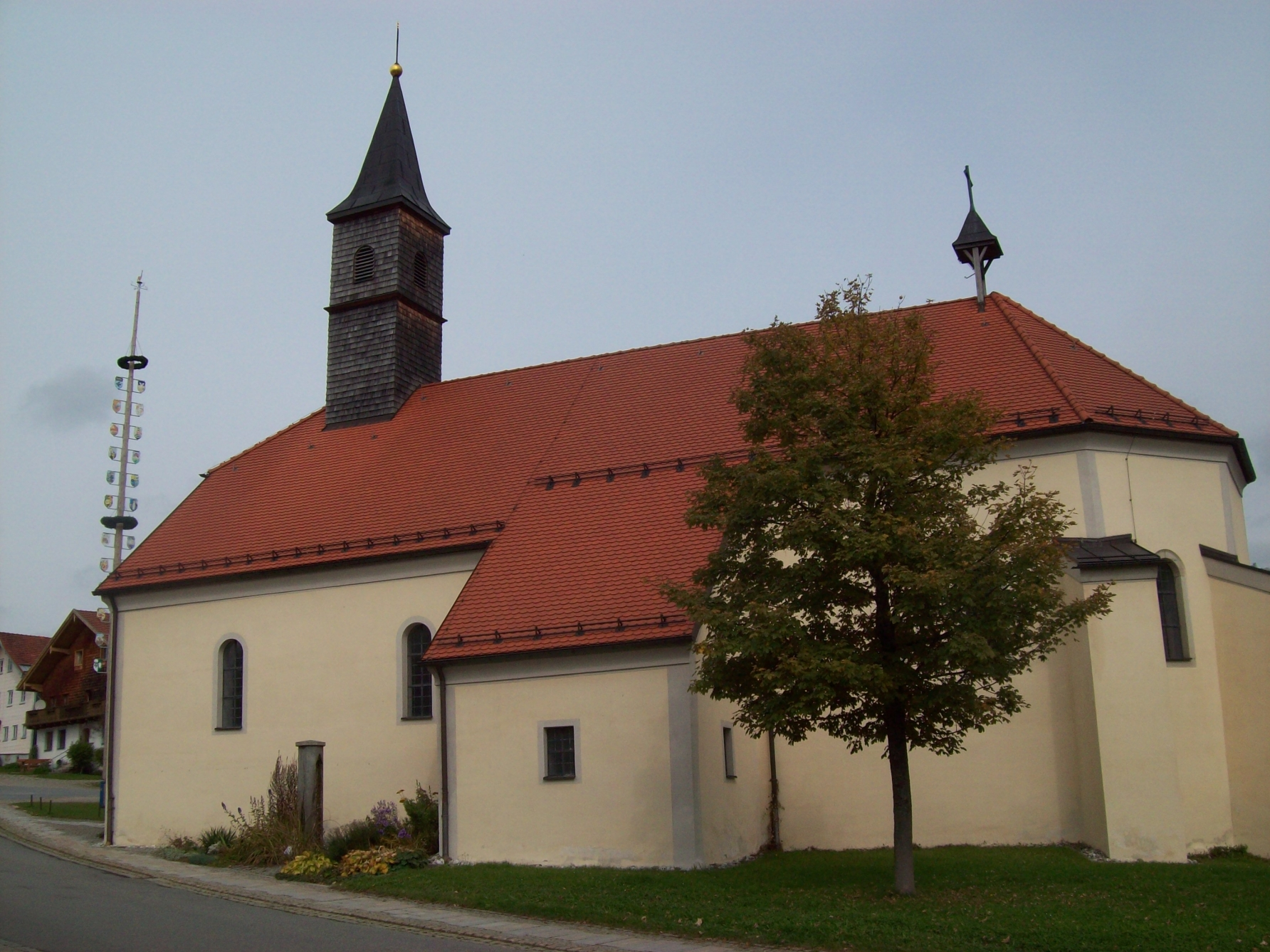
St. Nikolauskirche 2010

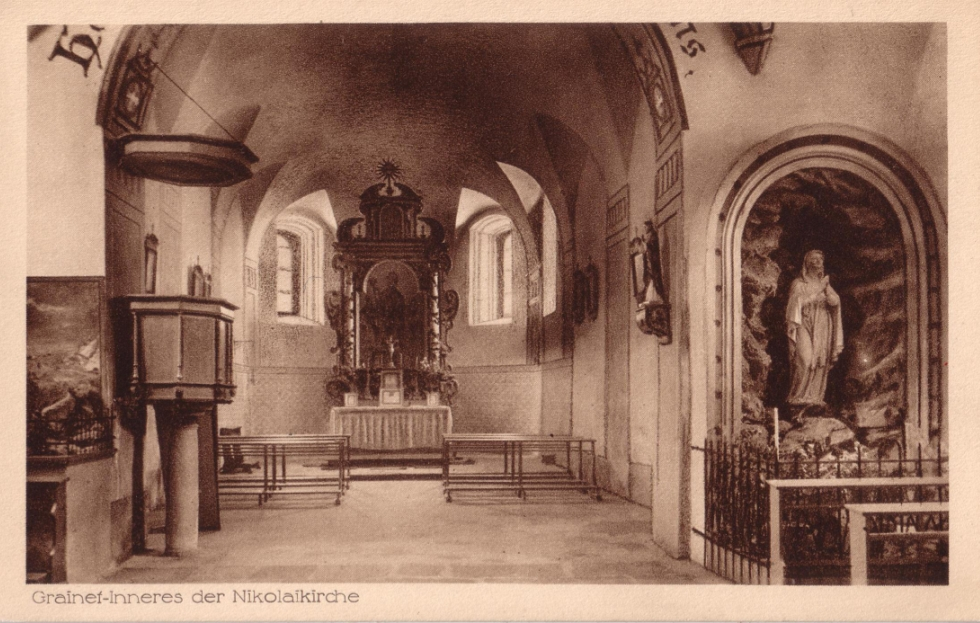
St. Nikolauskirche Innenansicht nach 1911

Die alte katholische Kirche St. Nikolaus von Grainet wurde Ende des 15., Anfang des 16. Jahrhunderts, erbaut. Sie wurde 1656 erstmals urkundlich erwähnt. Wegen Baufälligkeit wagte der Freyunger Pfarrer nicht mehr, in der Kirche zu zelebrieren, so dass sie 1657 gründlich restauriert wurde. 1786 wurde sie wegen Baufälligkeit geschlossen und am 8. September 1911 bei dem großen Dorfbrand zerstört.
Sie besteht aus eingezogenem Chor, Stichbogenfenstern, Chorbogen. Das Kirchenschiff hat zwei Joche, durch kräftige Wandpfeiler getrennt, und Rundbogenfenster.
Der Altar stammt aus der Mitte des 17. Jahrhunderts. Das Altarbild zeigt den Kirchenpatron St. Nikolaus von Myra im Bischofsornat mit Mitra und Hirtenstab, zusammen mit der heiligen Katharina und der heiligen Barbara. Am unteren Bildrand ist die Legende von den drei Mädchen dargestellt (sogenannte Mitgiftspende). Auf gedrehten, von Weinlaub umrankten Säulen befindet sich ein rechteckiger Auszug mit Rundmedaillon in Gloriole.
Nach Einweihung der Kirche Heiligste Dreifaltigkeit 1757 wurde die Nikolauskirche dem Verfall preisgegeben, 1786 erfolgte die Schließung wegen Baufälligkeit. Von 1840 bis 1880 mehrfach profaniert als Feuerwehrhaus, Abstellraum, Sakristei und Arrestlokal wurde die Kirche wieder hergerichtet, 1888 erfolgte der Anbau eines Requisitenhauses (Feuerwehrlöschgerätehaus) an der Ostseite. Man fand sich bis 1911 allabendlich zum Rosenkranzgebet und zu Maiandachten in der Nikolauskirche zusammen.
Der Chronist schreibt über den Kirchenbrand 1911:

„Der große Dorfbrand am 8. September 1911 bei dem sechs Wohngebäude mit Nebengebäuden, sowie die Nikolauskirche abbrannten. Der geschätzte Gebäude- und Mobiliarschaden betrug 155.000 Mark wovon lediglich ca. 65.000 Mark durch Versicherungen gedeckt waren. 12 Familien wurden vorübergehend obdachlos. Das Feuer (es war im Stadel der Schauer'schen Gastwirtschaft ausgebrochen) sprang vom Schauerstadel auf das Schindeldach der Nikolauskirche über. Das Gebälk der Ziehglocke auf dem Kirchendach fiel in sich zusammen und die Glocke selbst verschwand im Schlund des alles vernichtendes Feuers. Der Kirchturm stand da wie eine brennende Kerze. Plötzlich brach er in sich zusammen. Krachend stürzten die schweren Balken, an denen auch noch die beiden Glocken hingen, in die Tiefe. Dabei wurde das Ziegelgewölbe zerschlagen. Die Fenster der Kirche waren längst klirrend zerborsten und aus dem Innern schlugen die Flammen heraus. Der rechte Seitenaltar verbrannte, während die Ölbergfiguren gerettet werden konnten. Daß der Hochaltar erhalten blieb, grenzt an ein Wunder. Er weist auf der Rückseite aber heute noch Brandwunden auf. Alles brannte zusammen was aus Holz war. Auch die drei Glocken wurden vernichtet. Die Nikolauskirche glich einer Ruine und es war fraglich, ob sie jemals wieder aufgebaut werden würde.“

Bis zum Herbst 1912 waren die Schäden der Ortschaft Grainet beseitigt und die Nikolauskirche wieder aufgebaut. Alle Häuser waren in Massivbauweise wiederaufgebaut worden.

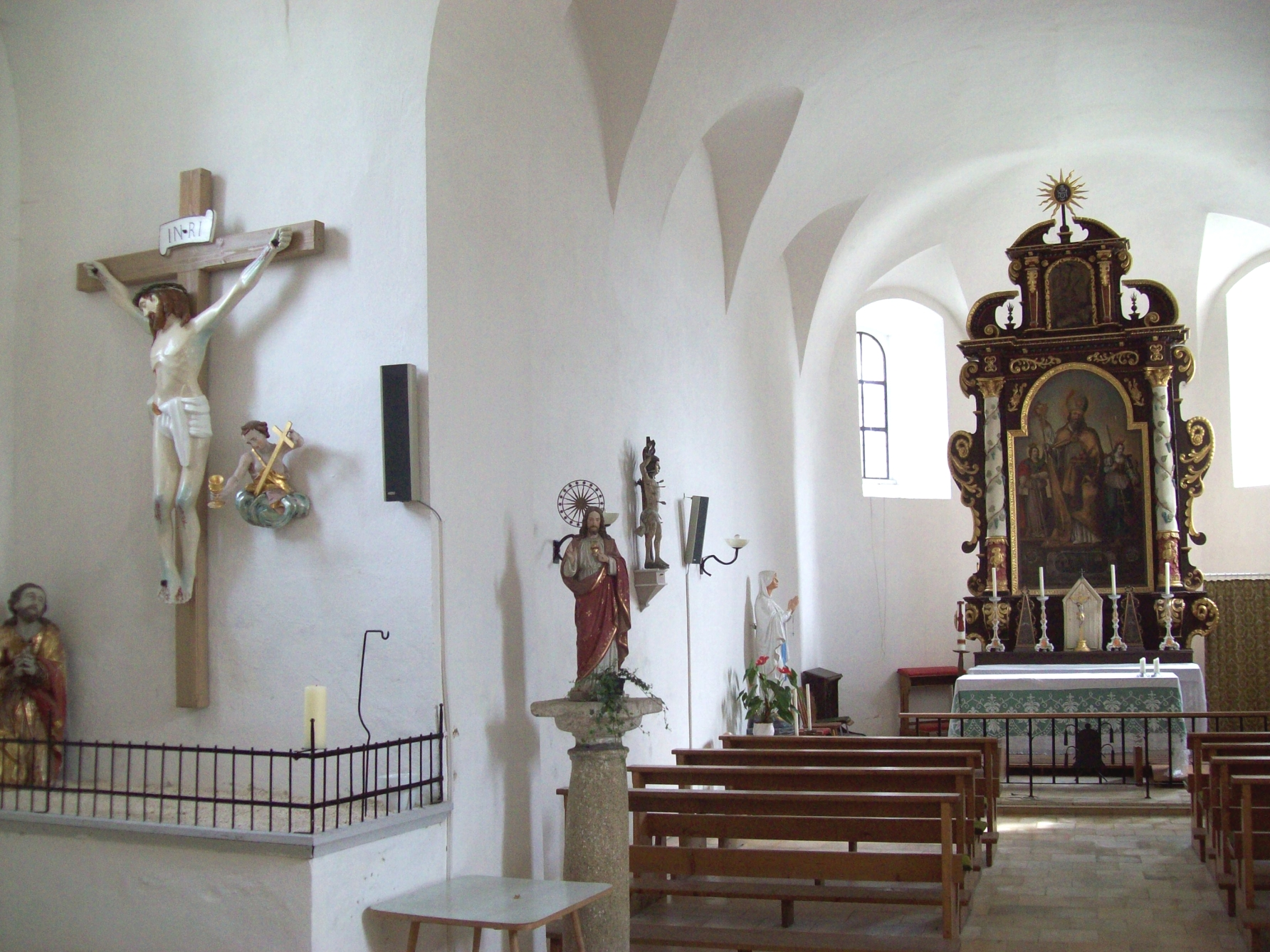
St. Nikolauskirche Innenansicht heute

Statt eines Seitenaltars ist die Ölbergszene mit Holzfiguren (Christus und Engel mit Leidenskelch) aus dem 18. Jahrhundert dargestellt. Weitere Ausstattungsstücke sind ein lebensgroßer Johannes Nepomuk aus dem 18. Jahrhundert, eine lebensgroße Lourdesmadonna als Erinnerung an eine Pfarrwallfahrt, die Holzstatuetten Maria mit Kind, St. Sebastian, St. Anna mit Maria und St. Nikolaus, die Original-Brunnenfiguren Maria mit Kind und St. Josef. In Bronze nachgegossen und ergänzt mit einer Nikolausfigur zieren sie drei Dorfbrunnen entlang der Hauptstraße.
1995/96 erfolgte die letzte große Renovierung von Dachstuhl und Glockenturm sowie die Sanierung des Außenmauerwerks.
Im neuerrichteten Turm wurde eine neue Maria-Goretti-Glocke am 21. Juli 1996 von Ortspfarrer Hermann Fueßl und dem aus Grainet gebürtigen Steyler Missionspater Josef Duschl SVD geweiht.